# فهرست حاکمان خانات جغتای
این فهرست دربردارنده اسامی حاکمان و خان هایی است که بر خانات جغتای، از زمان حکومت جغتای، فرزند چنگیز، در سال ۱۲۲۷ تا برکناری آنان توسط جونغارها و خواجه های نقشبندی در سال ١٧٠۵، حکومت کردند. البته شاخه‌ای از این خاندان در قومول تا سال ١٩۴٩ فرمانروایی کرد. حاکمان خانات جغتای از نظر اقتدار و توانایی با یکدیگر تفاوت داشتند حکومت خانات جغتای به عنوان ضعیف ترین دولت مغولان شناخته میشود و اکثر حاکمان آن افراد ضعیفی بودند که بیشتر حکم دست نشاندگان فاتحان بزرگی چون تیمور و کایدو را داشتند.

## حاکمان خانات جغتای
| نام | مدت سلطنت                  | مذهب       |
| --- | -------------------------- | ---------- |
| جغتای خان چغتائی خان | ۱۲۲۶–۱۲۴۲ م                | تنگری‌باوری |
| قراهولاگو قارا ہلاکو | ۱۲۴۲–۱۲۴۶ م دوره اول سلطنت | تنگری‌باوری |
| یسون منکه یہسو مونکو | ۱۲۴۶–۱۲۵۲ م                | تنگری‌باوری |
| قراهولاگو قارا ہلاکو | ۱۲۵۲ مدوره دوم سلطنت       | تنگری‌باوری |
| مبارک شاه مبارک شاہ در این دوره مادر او، ارغنه خاتون، نایب السلطنه وی بود. | ۱۲۵۲–۱۲۶۰ م دوره اول سلطنت | اسلام      |
| الغو بن بایدار الغو | ۱۲۶۰–۱۲۶۶ م                | تنگری‌باوری |
| مبارک شاه مبارک شاہ | ۱۲۶۶ م دوره دوم سلطنت      | اسلام      |
| غیاث الدین براق غیاث الدین باراق | ۱۲۶۶–۱۲۷۰ م                | اسلام      |
| کایدو بن کشین و پسرش چپر بن کایدو از سال های ۱۲۷۰ تا ۱۳۰۴ عملا حاکمان حقیقی خانات جغتای بودند. خان های جغتای در این دوره صرفا دست نشانده آنان محسوب میشدند.                                               |                            |            |
| نیکپای نہگوبائی تحت سلطه کایدو | ۱۲۷۰–۱۲۷۲ م                | تنگری‌باوری |
| بغاتیمور خان بغا تیمور بن قداقچی تحت سلطه کایدو | ۱۲۷?–۱۲۸۲ م                | تنگری‌باوری |
| دوا دووا تحت سلطه کایدو و پسرش چپر | ۱۲۸۲–۱۳۰۶ م                | تنگری‌باوری |
| خانات جغتای استقلال خود را به‌دست میاورد. |                            |            |
| دوا دووا | ۱۳۰۶–۱۳۰۷ م                | تنگری‌باوری |
| کونچک خان کونچہک | ۱۳۰۷–۱۳۰۸ م                | تنگری‌باوری |
| تالیقو تالقو بن قداقچی | ۱۳۰۸–۱۳۰۹ م                | اسلام      |
| کپک خان قبق بن دووا | ۱۳۰۹–۱۳۱۰ م دوره اول سلطنت | تنگری‌باوری |
| ایسن بوقا خان ایشان بغا | ۱۳۱۰–۱۳۱۸ م                | تنگری‌باوری |
| کپک خان قبق بن دووا | ۱۳۱۸–۱۳۲۵ م دوره دوم سلطنت | تنگری‌باوری |
| ایلچیکدای خان ? | ۱۳۲۵–۱۳۲۹ م                | تنگری‌باوری |
| دواتیمور خان دووا تیمور | ۱۳۲۹–۱۳۳۰ م                | تنگری‌باوری |
| علاءالدین ترمشیرین علاء الدین تارماشیریں | ۱۳۳۱–۱۳۳۴ م                | اسلام      |
| بوزان خان بوزان | ۱۳۳۴–۱۳۳۵ م                | تنگری‌باوری |
| جنگشی چانگشی | ۱۳۳۵–۱۳۳۸ م                | تنگری‌باوری |
| یوسون تیمور خان یسون تیمور | ۱۳۳۸–۱۳۴۲ م                | تنگری‌باوری |
| علی سلطان علی سلطان | ۱۳۴۲ م                     | اسلام      |
| محمد بن پولاد محمد ابن پلاد | ۱۳۴۲–۱۳۴۳ م                | اسلام      |
| قزان سلطان غازان خان | ۱۳۴۳–۱۳۴۶ م                | اسلام      |
| قزان سلطان آخرین حاکم قدرتمند خانات جغتای بود. خان های بعدی تنها اسما حاکم بودند و قدرت در دست امرای نظامی بود. امیر قزغن پس از قتل قزان سلطان عملا حاکم حقیقی خانات جغتای میشود.                         |                            |            |
| دانشمندچه دانشمندجی تحت سلطه امیر قزغن | ۱۳۴۶–۱۳۴۸ م                | اسلام      |
| در دوران امیر قزغن خانات جغتای به یک کنفدراسیون سست قبیله ای تبدیل شد. این امر منجر به تقسیم امپراتوری در سال ۱۳۴۷ م، پس از مرگ قزغن، به دو شعبه غربی و شرقی، معروف به مغولستان تحت حکومت تغلق تیمور، شد. |                            |            |

- رنگ آبی نشان دهنده وابسته بودن حاکم است.

## حاکمان خانات جغتای غربی و خانات جغتای شرقی (مغولستان)
| بیان قلی خان بیان قلی تحت سلطه امیر قزغن و پسرش عبدالله ۱۳۴۸–۱۳۵۸ م | تغلق تیمور خان تغلق تیمور ۱۳۴۷–۱۳۶۰ م                 |
| شاه تیمور خان شاہ تیمور تحت سلطه عبدالله بن قزغن ۱۳۵۸ م |                                                       |
| تغلق تیمور خان تغلق تیمور قبایل خانات جغتای علیه عبدالله، که از او در هراس بودند، شورش و او را وادار به عقب نشینی کردند، اما ائتلاف سلدوزها، به رهبری بیان سلدوز، و بارلاس ها، به رهبری حاجی برلاس، فروپاشید و هرج و مرج در خانات چغاتایی حاکم شد. این خلاء قدرت به تغلق تیمور اجازه داد تا به سوی ماوراءالنهر حرکت کند. او بدون مقاومت زیادی زمام امور را در ماوراءالنهر به‌دست گرفت. پس از فرار حاجی برلاس، تغلق تیمور، تیمور گورکانی را به عنوان رئیس قبیله برلاس منصوب کرد و به پایتخت خود بازگشت، اما یک سال بعد به منطقه بازگشت و به فکر برکناری بیشتر امیران و حاکمان افتاد. او چندین امیر از جمله امیر بایزید و امیر بیان سلدوز را اعدام کرد. پسر عبدالله بن قزغن، امیر حسین، در برابر پادشاه مقتدر مغولستان مقاومت کرد اما شکست خورد. تغلق تیمور قبل از عزیمت به مغولستان، پسرش الیاس خواجه را به عنوان نایب السلطنه بخش غربی خانات جغتای منصوب کرد. امری که بسیاری از روسای قبایل مغول، از جمله امیرحسین و امیر تیمور گورکانی، با آنها مخالفت کردند. آنها با یکدیگر علیه الیاس خواجه دست به شورش زدند و با لشکری از مغولان و قبایل محلی وفادار به الیاس خواجه روبرو شدند ولی توانستند آنها را شکست دهند. اندکی بعد تغلق تیمور درگذشت و الیاس خواجه برای به دست گرفتن قدرت عازم مغولستان شد. در نتیجه تیمور و امیر حسین کنترل ماوراءالنهر را به‌دست گرفته و عادل سلطان را به عنوان خان اسمی خانات جغتای منصوب کردند. ۱۳۶۰–۱۳۶۳ م |                                                       |
| عادل سلطان عادل سلطان تحت سلطه امیر حسین و امیر تیمور گورکانی ۱۳۶۳ م | الیاس خواجه الیاس خوجہ ۱۳۶۳–۱۳۶۸ م                    |
| کابل شاه خابول شاہ تحت سلطه امیر حسین ۱۳۶۴–۱۳۷۰ م | قمرالدین خان دغلت قمر الدین خان دغلت غاصب ۱۳۶۸–۱۳۹۲ م |
| سیورغتمش خان تحت سلطه امیر تیمور گورکانی ۱۳۷۰–۱۳۸۴ م |                                                       |
| سلطان محمود خان سلطان محمود خان تحت سلطه امیر تیمور گورکانی. مرگ سلطان محمود خان به معنای پایان حکومت خاندان جغتای بر ماوراءالنهر بود. پس از او خاندان تیموریان زمام امور را در ماوراءالنهر به دست میگیرند. ۱۳۸۴–۱۴۰۲ م | خضر خواجه خضر خوجہ ۱۳۸۹–۱۳۹۹                          |

## حاکمان مغولستان
| عنوان سلطنتی                                                               | نام                                  | مدت سلطنت                  |
| -------------------------------------------------------------------------- | ------------------------------------ | -------------------------- |
| خان                                                                        | تغلق تیمور خان تغلق تیمور            | ۱۳۴۸–۱۳۶۳ م                |
| خان                                                                        | الیاس خواجه الیاس خوجہ               | ۱۳۶۳–۱۳۶۸ م                |
| خان                                                                        | قمرالدین خان دغلت قمر الدین خان دغلت | ۱۳۶۸–۱۳۹۲ م                |
| خان                                                                        | خضر خواجه خضر خوجہ                   | ۱۳۸۹–۱۳۹۹ م                |
| خان                                                                        | شمس جهان شمس جہان                    | ۱۳۹۹–۱۴۰۸ م                |
| خان                                                                        | محمد خان                             | ۱۴۰۸–۱۴۱۵ م                |
| خان                                                                        | نقش جهان نقش جہان                    | ۱۴۱۵–۱۴۱۸ م                |
| خان                                                                        | اویس خان                             | ۱۴۱۸–۱۴۲۱ م دوره اول سلطنت |
| خان                                                                        | شیر محمد                             | ۱۴۲۱–۱۴۲۵ م                |
| خان                                                                        | اویس خان                             | ۱۴۲۵–۱۴۲۹ م دوره دوم سلطنت |
| خان                                                                        | ستوق خان                             | ۱۴۲۹–۱۴۳۴ م                |
| خان                                                                        | ایسن بوقای دوم ایشان بغا ثانی        | ۱۴۲۹–۱۴۶۲ م                |
| مغولستان به دو بخش مغولستان غربی و مغولستان شرقی (اویغورستان) تقسیم میشود. |                                      |                            |

- رنگ سبز نشان دهنده غاصب بودن حاکم است.

## حاکمان مغولستان شرقی و مغولستان غربی
| یونس خان ۱۴۶۲–۱۴۶۹ م | دوست محمد خان ۱۴۶۲–۱۴۶۸ م                              |
| | کپک سلطان ۱۴۶۹ م                                       |
| یونس خان ۱۴۶۹–۱۴۸۷ م |                                                        |
| محمد خان ۱۴۸۷–۱۵۰۸ م | احمد آلاغ ۱۴۸۷–۱۵۰۳ م                                  |
| | منصور خان ۱۵۰۳–۱۵۰۸ م                                  |
| منصور خان ۱۵۰۸–۱۵۱۴ م |                                                        |
| سلطان سعید خان ۱۵۱۴–۱۵۳۳ م | منصور خان ۱۵۱۴–۱۵۴۸ م                                  |
| عبدالرشید خان ۱۵۳۳–۱۵۶۰ م | شاه خان ۱۵۴۳–۱۵۶۰ م                                    |
| عبدالکریم خان ۱۵۶۰–۱۵۹۱ م محمد سلطان (یارکند) ۱۵۹۲-۱۶۰۹ م شجاع الدین احمد خان (یارکند) ۱۶۰۹-۱۶۱۸ م | ابوالمحمد خان (تورفان) ۱۵۷۰ م صوفی خان (تورفان) ۱۵۷۰ م |
| سلطان سعید خان پس از شکست میرزا ابوبکر دغلت آلتی شهر یا اتحادیه شش شهر را تأسیس کرد. در این زمان نیمه غربی مغولستان بسیار کاهش یافته بود. در این زمان نیمه غربی کاشغریه و نیمه شرقی اویغورستان نامیده می شد. در زمان عبدالرشید خان، استاد صوفی نقشبندی، احمد کاسانی (۱۴۶۲-۱۵۴۲)، معروف به مخدوم اعظم از سمرقند به کاشغر آمد. نوادگان او که به مخدوم زاده ها معروف بودند و لقب «خواجه» را یدک می‌کشیدند، نقش مهمی در تاریخ منطقه در قرون ۱۶ تا ۱۹ م داشتند. محمد امین، پسر ارشد کسانی، معروف به خواجه کلون (متوفی ۱۵۹۸) بنیان‌گذار طریقت نقشبندی خواجگان شد. پسر محمد امین، محمد یوسف (متوفی ۱۶۵۳) در کاشغر ساکن شد و روستای باشکریم در نزدیکی کاشغر توسط عبدالله خان به او اعطا شد. پسر محمد یوسف، خوجه هدایت الله معروف به آفاق خوجه و پیروانش به دلیل نزدیکی محل سکونتشان به تنگری تاغ (تیان شان)، به آق داغلیک ها معروف شدند. پسر دوم مخدوم، محمد اسحاق ولی (متوفی ۱۵۹۹ در سن ۹۴ سالگی)، مؤسس فرقه اسحاقیه صوفی نقشبندی خواجگان، با پیروانش در یارکند مستقر شدند و به دلیل نزدیکی به کوه های پامیر و قره‌قروم به قره داغلیک ها معروف شدند. منطقه کاشغریه تحت تاثیر رقابت خواجگان به تدریج به شهرهای کوچک تقسیم شد. |                                                        |

## خانات یارکند

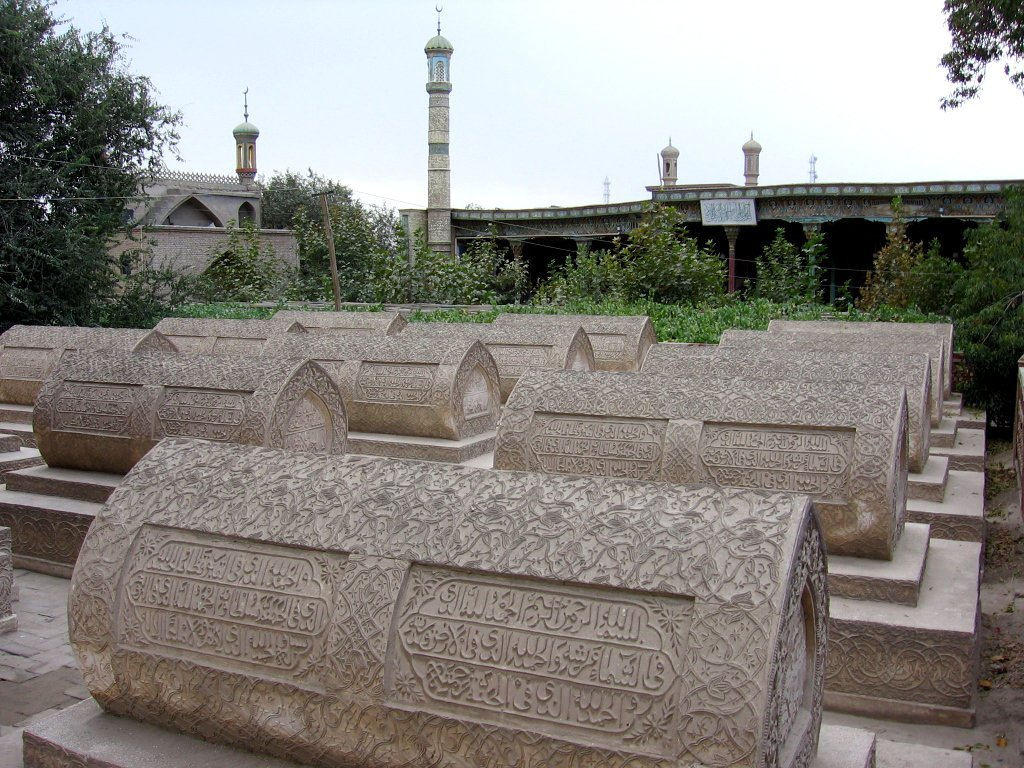
مقبره خان های خانات یارکند در قبرستان سلطنتی آلتین در یارکند

- عبدالرشید خان (١۵٢١–١۵٣٣ در آق‌سو) ١۵٣٣–١۵۶٠، فرزند سلطان سعید خان
- عبدالکریم خان ١۵۶٠–١۵٩١، فرزند ارشد عبدالرشید خان
- محمد سلطان (١۵٨٨–١۵۹١ در تورفان) ١۵٩١–١۶١٠، پنجمین پسر عبدالرشید خان، در سال ١۶٠٣ نماینده پرتغالی تبار گورکانیان، بنتو د گویس، با محمد سلطان در یارکند دیدار کرد و نامه دوستانه امپراتور گورکانی، اکبر کبیر، را به او داد.
- شجاع الدین احمد خان ١۶١٠–۱۶١٨، پسر محمد سلطان، در سال ١۶١٨، هنگام شکار، کشته شد.
- قریش سلطان ١۶١٨، پسر یونس سلطان، نوه عبدالرشید خان، ٩ روز حکومت کرد و سپس به قتل رسید.
- عبداللطیف خان ١۶١٨–١۶٣٠، دومین پسر شجاع الدین احمد خان، در سیزده سالگی به سلطنت رسید و در بیست و پنج سالگی درگذشت.
- سلطان احمد خان ١۶٣٠–١۶٣٣، نخستین فرزند تیمور سلطان، نخستین فرزند شجاع الدین احمد خان که پیش از پدر در سال ١۶١۵ درگذشت.
- محمود سلطان ١۶٣٣–١۶٣۶، دومین فرزند تیمور سلطان، در سال ١۶٣۶ توسط خواجه یحیی، پسر خواجه اسحاق بنیان‌گذار قره داغلیک ها (نقشبندیه خواجگان)، مسموم شد.
- سلطان احمد خان ١۶٣۶–١۶٣٨، با کمک خواجه یحیی قدرت را به‌دست گرفت و به پاس خدمت او روستای گوما، در نزدیکی ختن، را به وی واگذار کرد. او در سال ١۶٣٨، با اصرار بزرگان، به نفع برادر خود کناره گیری کرد و در سال ١۶۴٠ درگذشت.
- عبدالله خان (١۶٣۴/۵–١۶٣٨/٩ در تورفان) ١۶٣٨–١۶۶٩، کوچکترین فرزند عبدالرحیم خان، نوه عبدالرشید خان، در سال ١۶۶٩ خلع و به هند تبعید شد و در آنجا از او توسط اورنگ زیب امپراتور گورکانی استقبال شد. او با کمک اورنگ زیب برای مراسم حج به مکه سفر کرد. عبدالله خان در سال ١۶٧۵ در سن ۶٧ سالگی درگذشت و در آگره به خاک سپرده شد
- نورالدین سلطان (١۶۴٩–١۶۶٧ در آق‌سو) ١۶۶٧–١۶۶٨ در کاشغر و ینگیسار، جوانترین پسر عبدالله خان، پس از مدت کوتاهی حکومت در سال ١۶۶٨ در ٣١ سالگی درگذشت. او یک سال با کمک قره یانچوک ها، گروهی متشکل از مزدوران طوایف قرقیز و جونغار که در سالهای آخر سلطنت عبدالله خان به خدمت خانات یارکند درآمدند، سلطنت‌ کرد.
- اسماعیل خان (در قره‌شهر ١۶۶۶–١۶۶٩، در آق‌سو ١۶۶٩–١۶٧٠) ١۶۶٩ (دوره اول سلطنت‌)، پنجمین فرزند عبدالرحیم خان، مرید رهبر خواجگان قره داغلیک، عبیدالله پسر خواجه یحیی، که پس از برکناری عبدالله خان مدت کوتاهی در آق‌سو و قره‌شهر حکومت کرد.
- یولبارس خان (در کاشغر ۱۶٣٨–١۶۶٧، از هشت سالگی) ١۶۶٩–١۶٧٠، پسر ارشد عبدالله خان، مرید خواجه یوسف آق داغلیک و پسرش آفاق خواجه. در دوران سلطنت او نفوذ صوفیان آق داغلیک در خانات یارکند افزایش یافت. هنگامی که چهل سال داشت در سال ١۶٧٠ توسط ارکا بیک، که حامی سپاهیان جونغار بود، کشته شد.
- عبدالطیف سلطان ١۶٧٠، پسر یولبارس خان. او پس از قتل پدر با کمک آق داغلیک ها به سلطنت رسید. مدتی بعد به همراه تمام برادرانش توسط قره داغلیک ها کشته شد.
- اسماعیل خان ١۶٧٠–١۶٧٨ (دوره دوم سلطنت‌)، توسط قره داغلیک ها به سلطنت بازگردانده شد. او آفاق خواجه و پسرش یحیی را تبعید کرد. وی در سال ١۶٧٨ توسط جونغارها خلع شد. در سال ١۶٨٠ هنگام ۵۶ سالگی در دره رود ایلی، درگذشت.
- عبدالرشید خان دوم (١۶٨٠-١۶٨٢ در تورفان) ١۶٧٨–١۶۸٠، کوچکترین پسر سلطان سعید بابا خان، توسط جونغارها و آق داغلیک ها خلع شد.
- محمد ایمان (آمین) خان  (١۶٨٢-١۶٩٠ در تورفان) ١۶٨٠–١۶٨١ در قره‌شهر، دومین فرزند سلطان سعید بابا خان، توسط جونغارها، با همراهی آق داغلیک ها، خلع شد.
- آفاق خواجه ١۶٨٠–١۶٩٠. پس از خلع عبدالرشید دوم با کمک جونغارها به سلطنت رسید. او خواجه دانیال، رهبر قره داغلیک ها، را به کشمیر تبعید کرد.
- محمد ایمان (آمین) خان ١۶٩٠–١۶٩۴، توسط امیران جغتایی از تورفان فراخوانده شد و توسط آنان به خان کاشغر و یارکند منصوب شد. او در نهایت از آفاق خواجه در میدان جنگ شکست خورد و کشته شد.
- یحیی خواجه (١۶٩٠-١۶٩٢ در کاشغر) ١۶٩٢–١۶٩۵، پسر آفاق خواجه. آفاق خواجه او را به جای خود به عنوان خان برگزید. در سال ١۶٩۵ توسط خانم پاشا کشته شد.
- خانم پاشا ١۶٩۵، خواهر محمد ایمان خان و همسر آفاق خواجه. در سال ١۶٩۵ کشته شد.
- آق‌باش خان ١۶٩۵–١٧٠۵، جوانترین پسر سلطان سعید بابا خان، نوه عبدالرشید خان، مرید قره داغلیک ها. خواجه دانیال، رهبر قره داغلیک ها، را از تبعید بازگرداند تا وفاداری قره داغلیک ها را در برابر آق داغلیک ها و جونغارها به‌دست بیاورد. او در سال ١٧٠۵ به هندوستان گریخت.

پس از فرار آق‌باش خان، بقایای خانات یارکند بین دو شاخه رقیب خواجه ها، آق داغایک ها و قره داغلیک ها، تقسیم شد. شاخه آق داغلیک، که مورد حمایت جونغار ها بود، در کاشغر قدرت را به دست گرفت و در آنجا احمد خواجه، پسر یحیی خواجه، خان اعلام شد. از سویی دیگر در یارکند، قره داغلیک ها خواجه دانیال را به عنوان خان یارکند اعلام کردند و قدرت را به‌دست گرفتند. اندکی بعد بین کاشغر و یارکند جنگ ایجاد میشود.
در سال ١٧١٨ بقایای خانات یارکند، آلتی‌شهر، توسط تسوانگ ربتان تحت الحمایه خانات جونغار شد و تمام شهر های آن مجبور به خراج شدند. بنابراین آق داغلیک ها توسط جونغارها به قدرت می‌رسند تا مسئولیت جمع آوری خراج را بر عهده بگیرند. در سال ١٧۵٢ آلتی‌شهر پس از شورش علیه خانات جونغار به رهبری خواجه یوسف، پسر خواجه دانیال و رهبر قره داغلیک ها، استقلال خود را احیا کرد. در سال ١٧۵۵، پسران احمد خواجه و نوه‌های آفاق خواجه، برهان الدین خواجه و جهان خواجه توسط سربازان چینی در دره رودخانه ایلی از اسارت زونگارها نجات یافتند و به آلتی‌شهر فرستاده شدند تا پس از پیروزی بر قره داغلیک ها، به چینی ها خراج بدهند. برادران آق داغلیک به آلتی‌شهر بازمی‌گردند و در یک جنگ خونین بر قره داغلیک ها پیروز میشوند و در سال ١٧۵۶ کنترل کامل آلتی‌شهر را به دست میگیرند. اما برخلاف تعهدشان به تحت الحمایگی چین تن نمی‌دهند. در سال ١٧۵٩ آلتی‌شهر توسط چین فتح شد و آلتی‌شهر در سال ١٧۶٠ به استان نانلو (جاده جنوبی) تغییر نام‌ داد و تحت حاکمیت کامل چین درآمد.

## خانات تورفان
جانشینان منصور خان در اویغورستان، به مرکزیت تورفان، به عنوان خان ادامه حکومت دادند. برخلاف خان های یارکند، خان های تورفان دارای اقتدار کمتر و عموما تحت نفوذ و سلطه خانات یارکند بودند.
- شاه خان ١۵۴٣–١۵٧٠، پسر ارشد منصور خان
- محمد خان ١۵٧٠، پسر منصور خان
- قریش سلطان (١۵٣٣-١۵٨٨ در ختن؛ ١۵٧٠-١۵٨٨ در قره‌شهر) ١۵٧٠–١۵٨٨، پسر عبدالرشید خان یارکند. در سال ١۵٨٨ توسط عبدالکریم خان یارکند به هند تبعید شد. او در هند مورد استقبال اکبر کبیر قرار گرفت و اکبر یکی از مناطق هند را به عنوان سیورغال به او واگذاشت.
- محمد سلطان (١۵٩١-١۶١٠ در آلتی‌شهر)، ١۵٨٨–١۵٩١، پسر عبدالرشید خان یارکند
- عبدالرحیم خان ١۵٩١–١۶٣۶، کوچکترین پسر عبدالرشید خان
- محمد خاشم سلطان (در قره‌شهر) ١۶٠٨–١۶١٠، پسر خدابنده سلطان، نوه قریش سلطان
- عبدالله خان (در قره‌شهر، ١۶٣٨–١۶۶٩ در کاشغر) ١۶٣۶–١۶٣٨، پسر ارشد عبدالرحیم خان
- ابوالمحمد خان ١۶٣۶–١۶۵٣، پسر عبدالرحیم خان
- سلطان سعید بابا خان (١۶٣۶-١۶۵٣ در قومول) ١۶۵٣ (دوره اول سلطنت‌)، چهارمین پسر عبدالرحیم خان

*ابراهيم سلطان (١۶٣٨-١۶۵٣ در ختن) ١۶۵٣–١۶۵۵، پسر عبدالرحیم خان، در سال ١۶۵۵ کشته شد. 
- سلطان سعید بابا خان (دوره دوم سلطنت) ١۶۵۵–١۶٨٠
- عبدالرشید خان دوم (١۶٧٨–١۶٨٠ در قره‌شهر) ١۶٨٠–١۶٨٢، فرزند ارشد سلطان سعید بابا خان، در سال ١۶٩۴ درگذشت.
- محمد امین (آمین) خان ١۶٨٢–١۶٩۴، دومین فرزند سلطان سعید بایا خان

این خانات توسط جونغارها فتح شد. پس از نابودی خانات جونغار توسط چین در سال ١٧۵۶، بازماندگان این دودمان در خانات خودمختار قومول حکومت خود را تا اوایل قرن بیستم ادامه دادند.

## خانات قومول
خانات قومول یک خان‌نشین خودمختار در قلمروی دودمان چینگ بود که در سال ١۶٩۶ ایجاد شد و حاکمان آن از نسل مستقیم جغتای خان و خان های تورپان بودند و تا سال ١٩۴٩ حکومت کردند.
| #  | نام                                         | مدت سلطنت‌  | توضیحات |
| -- | ------------------------------------------- | ---------- | --- |
| ١  | عبدالله بیگ 額貝都拉 é-bèi-dōu-lā           | ١۶٩٧－١٧٠٩ | در سی و ششمین سال سلطنت کانگ‌شی لقب جاساق ترخان (خان دودمان چنگیزی) درجه اول به او اعطا شد. او در چهل و هشتمین سال سلطنت کانگ‌شی درگذشت. |
| ٢  | 郭帕 guō-pà، غفور بیگ                       | ١٧٠٩－١٧١١ | پسر ارشد عبدالله بیگ. در چهل و هشتمین سال سلطنت کانگ‌شی لقب جاساق ترخان درجه اول (خان ارشد دودمان چنگیزی) را به او اعطا کردند. او در پنجاهمین سال سلطنت کانگ‌شی درگذشت. |
| ٣  | امین 額敏 É-mǐn                             | ١٧١١－١٧۴٠ | پسر ارشد غفور بیگ. در پنجاهمین سال سلطنت کانگ‌شی عنوان جاساق ترخان درجه یک را به ارث برد. در پنجمین سال سلطنت‌ یونگ‌ژنگ به مقام ژنگو گونگ (鎮國公) (حاکم محافظ دولت) منصوب شد: در هفتمین سال سلطنت‌ یونگ‌ژنگ، او به مقام گوشون بیزی (固山貝子) (شاهزاده پرچمدار) ارتقا یافت. در پنجمین سال سلطنت‌ چیان‌لونگ درگذشت. |
| ۴  | یوسف 玉素甫 Yù-sù-fǔ یا یوسپ 玉素卜yù sù bǔ | ١٧۴٠－١٧۶٧ | پسر ارشد امین. در چهارمین سال پادشاهی چیان‌لونگ جانشین پدر شد و القاب او را به ارث برد. در دهمین سال سلطنت کیانلونگ به گوشون بیزی ارتقا یافت. در بیست و سومین سال سلطنت کیانلونگ، عنوان بیله پینجی (貝勒品級؛ شاهزاده نجیب) به او اعطا شد. در بیست و چهارمین سال سلطنت‌ کیانلونگ، لقب دولو بیلی (多羅貝勒؛ شاهزاده ارجمند) و لقب جون‌وانگ پینجی (郡王品級؛ فرمانده درجه سوم) را به‌دست آورد. او در دوازدهمین ماه سال سی و یکم سلطنت‌ کیانگلونگ درگذشت.                     |
| ۵  | اسحاق 伊薩克 yī-sà-kè                       | ١٧۶٧－١٧٨٠ | دومین پسر یوسف. در سی و دومین سال سلطنت کیانلونگ، او عناوین جون‌وانگ، پینجی، جاساغ، دولو و بیله را به ارث برد. او در چهل و پنجمین سال سلطنت‌ کیانلونگ درگذشت. |
| ۶  | 額爾德錫爾 é-Ěr-dé-xī-ěr                    | 1780－1813 | پسر ارشد اسحاق. در چهل و پنجمین سال سلطنت کیانلونگ، او القاب جون‌وانگ، پینجی، جاساغ، دولو و بیله را به ارث برد و به دستور امپراتور مقرر شد که پس از او همه فرزندانش عنوان او را در بدو به سلطنت رسیدن به ارث ببرند. او در هجدهمین سال امپراتور جیاکینگ درگذشت. |
| ٧  | بشیر 博錫爾 bó-xī-ěr                        | ١٨١٣－١٨۶٧ | پسر é-Ěr-dé-xī-ěr. در هجدهمین سال پادشاهی جیاگینگ او جانشین پدرش شد و القاب او را به ارث برد. در دوازدهمین سال سلطنت دائوگوانگ، او لقب دولو جون‌وانگ (多羅郡王؛ شاهزاده عالی مقام) را به‌دست آورد. در سال سوم سلطنت شیانفنگ، عنوان چینگ‌وانگ (親王) به او اعطا شد. در سال پنجم سلطنت تونگژی، شورش دونگان آغاز شد، اما او به دولت چین وفادار ماند. در سال ششم سلطنت تونگژی درگذشت و پس از مرگ لقب هژو چینگ‌وانگ (和碩親王؛ شاهزاده درجه اول چهار گوشه جهان) را دریافت کرد. |
| ٨  | محمد 賣哈莫特 mài-hǎ-mò-tè                  | ١٨۶٧－١٨٨٢ | پسر بشیر. در سال ششم سلطنت تونگژی، او عنوان جاساغ هشو چینگ‌وانگ (شاهزاده درجه اول چنگیزی) را به ارث برد. در سال هفتم سلطنت گوانگشو، درگذشت و هیچ پسری از خود را به عنوان جانشین باقی نگذاشت. |
| ٩  | مقصود شاه 沙木胡索特 shā-mù-hú-suǒ-tè       | ١٨٨٢－١٩٣٠ | برادرزاده محمد. در هشتمین سال سلطنت گوانگشو، جانشین محمد شد. پس از انقلاب ١٩١١ و سقوط دودمان چینگ در سال چهارم جمهوری چین، حقوق او به عنوان چینگ‌وانگ (شاهزاده درجه اول) دو برابر شد. در سال نوزدهم جمهوری چین در ششمین ماه در روز ششم، بر اثر بیماری درگذشت. |
| ١٠ | نصیر 聶滋爾 niè-zī-ěr                       | ١٩٣٠－١٩٣۴ | دومین پسر مقصود شاه. در سال نوزدهم جمهوری (١٩٣٠) در ماه نهم در روز سیزدهم عنوان خان را به ارث برد. او در بیست و سومین سال جمهوری (١٩٣۴) درگذشت. |
| ١١ | بشیر 伯錫爾 bó-xī-ěr                        | ١٩٣۴－١٩۴٩ | پسر ارشد نصیر. در سال بیست و سوم جمهوری (١٩٣۴) در ماه چهارم عنوان خان را به ارث برد. او در سال ١٩۴٩ دستگیر شد و سال ١٩۵١ در زندان درگذشت. |